# Светско првенство у рукомету 1964.
5. Светско првенство у рукомету 1964. у мушкој конкуренцији одржано је у Чехословачкој од 6. до 15. марта. 
Укупно је одиграно 36 утакмица на којима је постигнуто 1171 гол (32,53 по утакмици). Титулу је освојила репрезентација Румуније победивши у финалу Шведску. Трећа је била Чехословачка.

## Групе
| Група А          | Група Б  | Група Ц      | Група Д         |
| ---------------- | -------- | ------------ | --------------- |
| Западна Немачка  | Шведска  | Чехословачка | Румунија        |
| Југославија      | Мађарска | Швајцарска   | Совјетски Савез |
| Сједињене Државе | Исланд   | Данска       | Норвешка        |
| Источна Немачка  | УАР      | Француска    | Јапан           |

## Први круг такмичења
Учествовало је 16 репрезентација подељених у четири предтакмичарске групе по четири екипе А, Б, Ц, Д. Две првопласиране екипе из сваке групе формирале су полуфиналне групе 1 и 2, тако да је група 1. формирана од првопласираних екипа група А и Ц, а групу 2. првопласирани из група Б и Д. 